# Edith Schmettan-Demel
Edith Schmettan-Demel (ur. 10 czerwca 1890 w Cieszynie, zm. 30 maja 1964) – pisarka. 
Córka Johanna Demela von Elswehra, burmistrza Cieszyna w latach 1861–1875 i 1876–1892,  siostra Hansa.
Studiowała germanistykę i anglistykę na Uniwersytecie Wiedeńskim. W roku 1913 wyszła za mąż za Ernesta Schmettana i na stałe zamieszkała w Austrii.
Publikowała opowiadania i felietony m.in. w czasopismach „Silesia” i „Grenzbote”. W 1931 roku ukazała się jej pierwsza książka Die sieben Kinder des Pastors Kattenschlag. Inne książki: Das Schweiger Haus i Grete Tumsers gluckliches Jahr.